# 비치 보이스
비치 보이스(영어: The Beach Boys 더 비치 보이스[*])는 1961년에 결성된 미국의 밴드이다. 미국 서해안 젊은이들의 문화를 테마로 한 경쾌한 서프 음악(Surf Music)을 대중화한 대표적인 밴드로 알려져 있다. 비치 보이스는 초기에 미국의 호경기를 대변하는 캘리포니아의 파도타기 즉 서핑과 해변의 비키니 미녀, 자동차 등 즐겁고 낙천적인 대상을 음악소재로 삼았다. 동시에 《Pet Sounds》 같은 독창적이며 혁신적인 앨범도 만들어 내어 1960년대 음악계에 큰 영향을 미쳤다. 1988년 로큰롤 명예의 전당에 헌액되었다.
1961년에 캘리포니아주 로스앤젤레스의 외곽 호손에서 결성되었다. 초창기 구성원은 브라이언 윌슨, 데니스 윌슨, 칼 윌슨 3형제와 그들의 사촌 마이크 러브와 친구 앨 자딘 총 5명으로 구성되어 있었다. 브라이언 윌슨은 피아노, 베이스를 연주하고, 주요 작곡가였으며 칼 윌슨과 자딘은 기타를, 데니스 윌슨은 드럼을 연주하고, 러브는 리드 싱어를 맡았으며 색소폰도 연주하였다. 브루스 존스턴은 1965년에 자리를 비운 브라이언 윌슨 대신 비치 보이스에 가입해 《Pet Sounds》를 함께 만들었고 1972년까지 구성원으로 있었다. 이후 솔로로 활동하다가 1978년 다시 비치 보이스에 합류했다. 비치 보이스는 1960년대 중반에 전성기를 누렸으나, 투어 공연은 1990년대에 정점을 찍었다. 현재 생존한 브라이언 윌슨과 마이크 러브, 앨 자딘은 2000년대 초반에 투어 공연을 가졌으며, 브라이언 윌슨은 솔로로도 순회공연을 하고 있다.
대표곡으로는 〈Surfin〉(1961년), 〈Surfin' USA〉(1963년), 〈I Get Around〉, 〈Fun, Fun, Fun〉(1964년), 〈Help Me, Rhonda〉, 〈California Girls〉(1965년), 〈Good Vibrations〉, 〈Wouldn't It Be Nice〉, 〈Sloop John B〉, 〈God Only Knows〉, 〈Caroline, No〉(1966년) 등이 있다.

## 1958–1966: 브라이언 윌슨 시기

### 결성

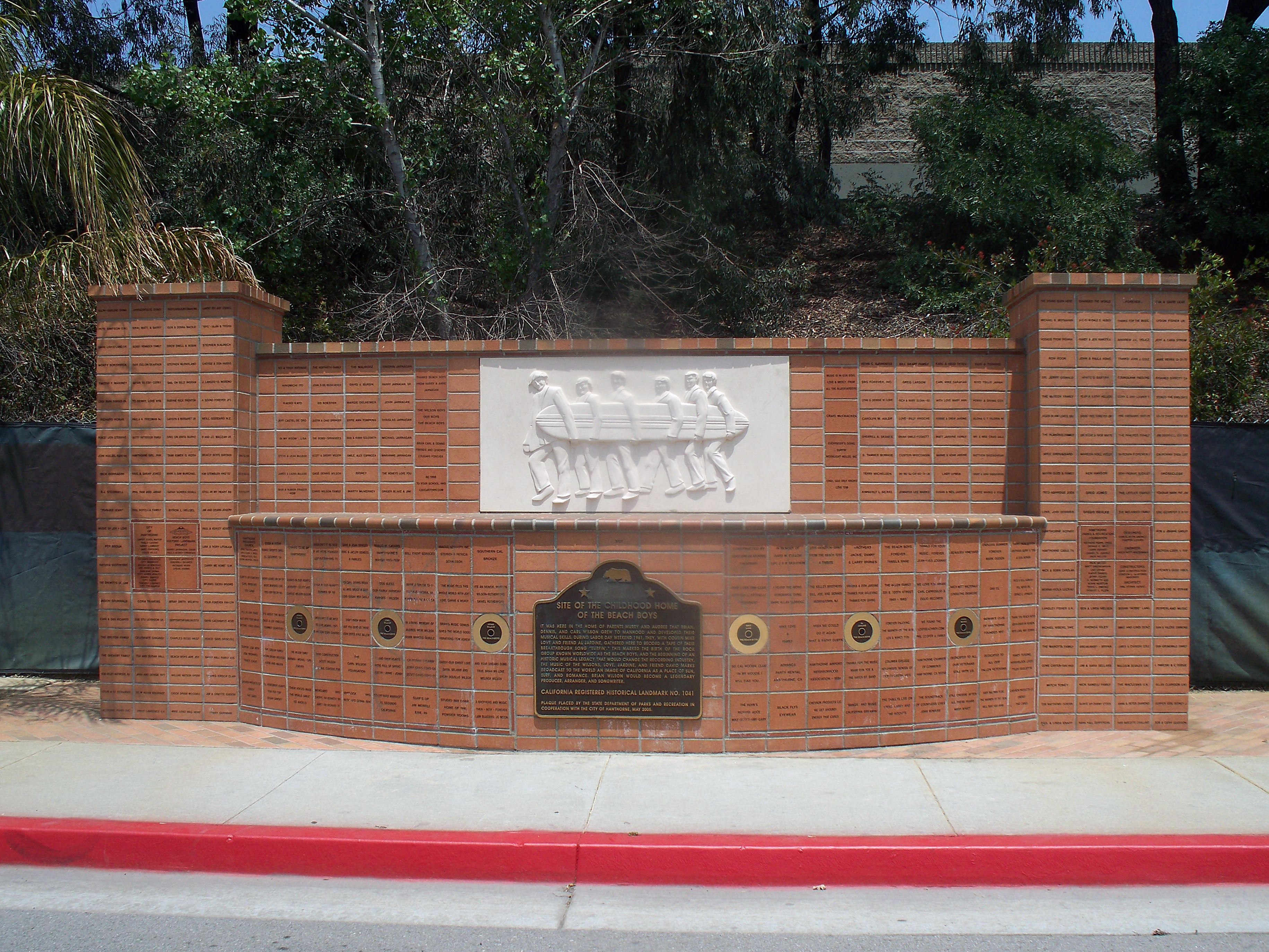
윌슨 가족이 머물렀던 집을 본뜬 기념물. 캘리포니아에 세워져 있다.

1958년 6월 20일, 16살의 브라이언 윌슨은 캘리포니아 호손에서 살며 형제이던 13살 데니스, 11살 칼과 같은 침대를 공유하고 있었다. 그는 아버지 머리 윌슨이 피아노를 치며 부르는 포 프레시맨 풍의 하모니를 주의깊게 듣고 있었다. 그 후 그는 〈Ivory Tower〉, 〈Good News〉 같은 노래를 면밀히 해부하곤 가족들에게 어떻게 배경 하모니를 부르는지 알려 주었다. 브라이언은 그해 생일에 아버지로부터 오픈릴식 테이프 녹음기를 선물받았고, 그는 칼과 어머니의 음성을 이용해 오버 더빙을 배웠다. 브라이언은 칼과 11살 친구인 데이비드 마크스와 함께 크리스마스가 되던 날 선물 받은 기타를 연주했다.
조니 오티스 KFOX 라디오 쇼의 열렬한 팬이었던 브라이언과 칼은 라디오에서 들은 조지 거슈윈의 간단한 구조와 보컬을 가진 리듬 앤드 블루스에 영감을 얻어 작곡을 시작하였고 동시에 자신의 피아노 연주 스타일을 바꾼다. 학교 음악 시간에도 표출된 그들의 열정을 본 가족들은 사촌인 마이크 러브와의 만남을 주선했다. 브라이언은 러브의 여동생에게 하모니를 가르쳐 주었다. 브라이언과 마이크 러브는 친구 두 명과 같이 호손 고등학교에서 공연을 선보였다. 같은 급우였던 앨 자딘을 알고 있었던 브라이언은 자딘에게 사촌이자 형제인 칼과 함께 팀을 짜자고 제한했다. 러브는 이 밴드에게 "더 펜들톤즈(The Pendletones)"라는 이름을 붙였다. 이 이름은 당시에 유행했던 양모 셔츠와 음악 용어인 "톤"을 합쳐 만든 것이다. 서핑을 모티브로 한 노래가 초기 노래에서 두드졌음에도 불구, 데니스만이 밴드에서 유일하게 서핑을 즐기던 사람이었다. 데니스는 남부 캘리포니아의 스포츠와 생활 방식을 주제로 노래를 작곡할 것을 제안했다.

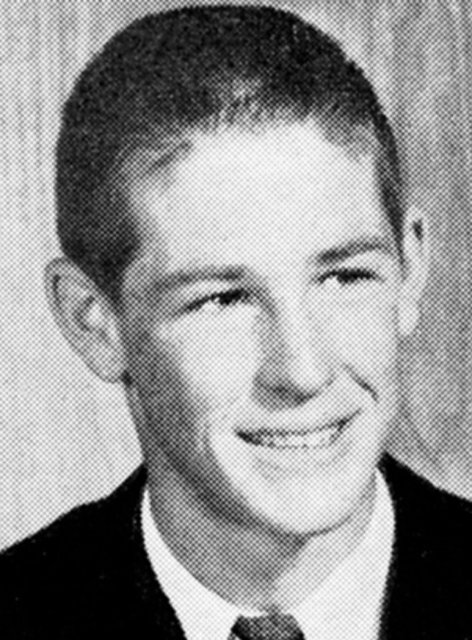
1960년의 브라이언 윌슨

브라이언을 찾아간 앨 자딘과 친구인 개리 윈페리는 녹음할 만한 포크 송을 찾게 도와달라고 했고, 그는 〈Sloop John B〉를 제안했다. 그다지 대단치는 않아도 음악 산업을 잘 이해하고 있었던 베테랑 머리 윌슨은 펜들톤즈를 하이트 모건이라는 출판인과 연결시켜 준다. 이들은 〈Their Hearts Were Full of Spring〉를 느린 발라드로 공연했으나 모건에게 인상을 남기는데 실패한다. 브라이언은 데니스가 부여했던 서핑을 주제로 오리지널 곡 〈Surfin〉과, 마이크 러브와 공동으로 〈Surfin Safari〉를 작곡한다. 이들은 기타, 드럼, 앰프, 마이크를 빌렸고 윌슨의 부모님이 잠시 여행간 사이 그의 집에서 3일 동안 곡을 연습했다.
1961년 10월, 밴드는 두 개의 서핑 곡의 데모 버전을 킨 레코딩 스튜디오에서 12번의 테이크 끝에 녹음했다. 데이비드 마크는 당시 학교에 있었기 때문에 참여하지 못했다. 머리 윌슨은 녹음된 노래를 캔딕스 레코드(Candix Records)와 에라 레코드(Era Records)의 사장이었던 허브 뉴먼에게 선보였고, 그해 12월 8일 레코드사와 정식으로 계약했다. 캔딕스 레이블을 달고 나온 자신들의 첫 싱글을 박스에서 꺼내자, 이들은 밴드의 이름이 비치 보이스라고 바뀐 것에 충격을 받았다. 모건은 자신을 부른 머리 윌슨에게 캔딕스 레코드사가 서핑이라는 아이덴티티에 맞게 이름을 바꿨으며, 이 이름이 10대에게 즉시 와 닿을거라 생각하여 허락했다고 해명했다. 하지만, 당시 에라 레코드의 젊은 프로듀서였던 루스 레간은 이미 비치 보이스라는 이름을 염두에 둔 그가 이를 제안했다고 증언했다.

### 서프 음악 시기

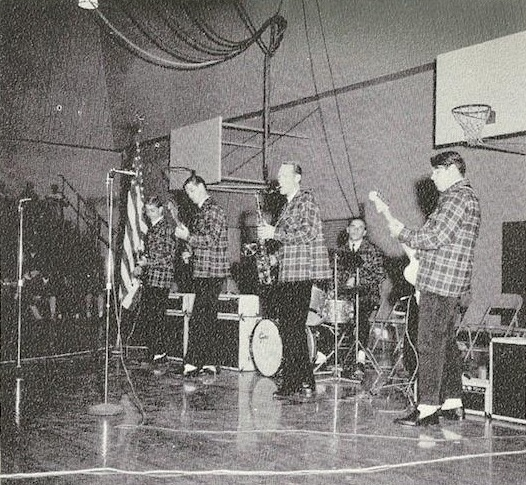
1962년 말 펜들톤에서 제작한 옷을 입고 고등학교에서 공연하는 비치 보이스

1961년 12월, 첫 싱글인 〈Surfin〉이 KFWB와 KRLA라는 로스앤젤레스의 영향력 있는 틴에이지 라디오 방송국에서 발표되었고, 곧이어 캘리포니아 일대를 휩쓸어 순식간에 차트 75위에 올랐다. 1961년의 마지막 주에 〈Surfin〉은 4만 장을 팔아치웠다. 사실상의 매니저가 된 머리 윌슨은 1961년 크리스마스 롱 비치의 리치 발렌스 메모리얼 댄스에서 열린 이카 & 티나 터너의 콘서트에서 비치 보이스의 첫 공연을 주선했다. 이때 이들은 인근의 서퍼들이 선호한 진한 울 자켓을 걸치고 나왔고, 트레이드마크인 줄무늬 셔츠와 흰 바지를 입은 것은 이후의 일이다. 브라이언은 아버지가 "우릴 끌어올려준 공적이 있"으며 "우릴 호되게 대했지만 동시에 자신도 혹독히 다뤘다."고 회고했다.
1962년 2월 중반 밴드를 떠난 앨 자딘을 대체하여 데이비드 마크스를 투입했다. 4월 19일 웨스턴 스튜디오에서 오리지널 곡인 〈Lonely Sea〉, 〈409〉를 녹음하고 난 후 〈Surfin' Safari〉를 재녹음했다. 1962년 초에 모건은 다른 음악가와 녹음한 두 개의 트랙에 보컬에 보컬을 추가해 줄 것을 밴드의 일부 멤버에게 요청했다. 이것은 브라이언이 가명 "케니"로서 이끌었던 단명한 그룹인 캐니 & 더 카데츠의 창설로 이어진다. 멤버들은 칼, 자딘, 윌슨의 어머니 오드리였다. 이 그룹이 녹음한 곡은 모건이 작곡한 〈Barbie〉와 〈What Is a Young Girl Made Of?〉 뿐이었다. 6월 4일 발매된 두 번째 싱글 〈Surfin' Safari〉(뒤에는 〈409〉가 실림)은 빌보드 차트 9위에 올랐다.
이 싱글은 6월 9일 《빌보드》지에 실려 전국적으로 홍보되었고, 잡지는 러브의 보컬을 칭찬하며 노래에서 그의 강한 히트 잠재력이 엿보인다고 평했다. 닷 레코드와 리버티 레코드에게 퇴짜맞은 뒤인 6월 16일, 비치 보이스는 캐피틀 레코드의 경영자 닉 베넷에 주도에 의해 그들과 7년짜리 계약을 맺었다. 그는 6월 녹음한 데모 세션을 눈여겨 보았고, 당시 "틴에이지 골드"를 찾고 있던 그에게 딱 맞는 것이었다. 그리고 1962년 12월 첫 음반인 《Surfin Safari》를 출시했고 이는 미국 빌보드 차트 32위에 오른다. 캘리포니아 소년들의 생활상을 담아낸 이 음반은 같은 지역에서 생산 및 판매되기 시작했다.
데뷔 앨범이 나온지 세 달 후인 1963년 1월에 비치 보이스는 《Surfin' U.S.A.》를 녹음하기 시작했다. 녹음과 동시에 브라이언 윌슨은 작곡가이자 편곡가로서의 경력을 본격적으로 시작하게 되었다. 음반에는 브라이언의 보컬이 더블트래킹되어 있는데, 이는 당시 혁신적인 기법이었다. 5월 25일 출시된 음반은 전보다 열광적인 반응을 얻었으며 아울러 빌보드 차트에 2위까지 올랐다. 이 음반으로 비치 보이스는 전국적인 주목을 받았고, 서프 음악을 전국적으로 유행시키게 되었다. 《Surfin' U.S.A.》이 발매된지 5일 후에 브라이언은 잔 앤 딘을 위해 〈Surf City〉를 써줬다. 〈Surf City〉는 출시되자 바로 빌보드 차트 1위에 올라 브라이언은 매우 기뻐했지만, 이 노래가 비치 보이스의 첫 차트 1위 곡이 되었어야 했다고 생각한 아버지 머리 윌슨은 화를 냈다.

1963년 4월 미국 중서부에서 비치 보이스의 첫 투어가 시작되었으며, 앨 자딘은 브라이언의 요청으로 다시 밴드에 합류했다. 브라이언은 남아서 녹음과 작곡에 열중했다. 이 때의 결과물이 1963년 9월 16일 발매한 《Surfer Girl》과 10월 6일 발매된 《Little Deuce Coupe》이다. 투어 중 데이비드 마크스가 매니저인 머리 윌슨과의 불협화음 때문에 밴드를 탈퇴했고, 데이비드 마크스가 떠나자 브라이언은 어쩔 수 없이 다시 투어에 합류한다. 이로서 비치 보이스의 6인조 구성은 이 두 음반이 마지막이 되었다.

우리 모두는 온실에서 배운 훈련된 음악가였어요. 우리는 처음 이것이 전부 우연이라고 넘겼지만, 브라이언이 엄청난 곡들을 썼다는 것을 깨달았습니다. 그는 고등학생이나 서핑에 대한 곡을 쓰는 꼬맹이가 결코 아니었어요.

이 기간에 브라이언은 더 레킹 크루(the Wrecking Crew)라는 세션 밴드를 데려와 점점 더 부담가는 스튜디오 작업에 투입시켰다. 윌슨의 작품에 참여한 세션 음악가들은 그의 음악적 능력에 놀라움을 금치 못했다고 전해진다. 작곡가 프랭크 자파는 자신에게 있어 "백인 음악" 중 가장 자신을 흥분되게 한 것이 비치 보이스가 〈Little Deuce Coupe〉에 화성진행도 V–II를 사용한 것이라며, 이를 "뒤로 물러나서 앞으로 나아가는 중요한 한 걸음"이라고 불렀다. 밴드는 1963년 12월 크리스마스를 주제로 한 싱글 〈Little Saint Nick〉을 발매했으며 찬송가 〈Lord Prayer〉의 아카펠라 버전을 뒤에 수록했다. 사이드 A는 미국 빌보드 크리스마스 차트에서 3위까지 오른다.

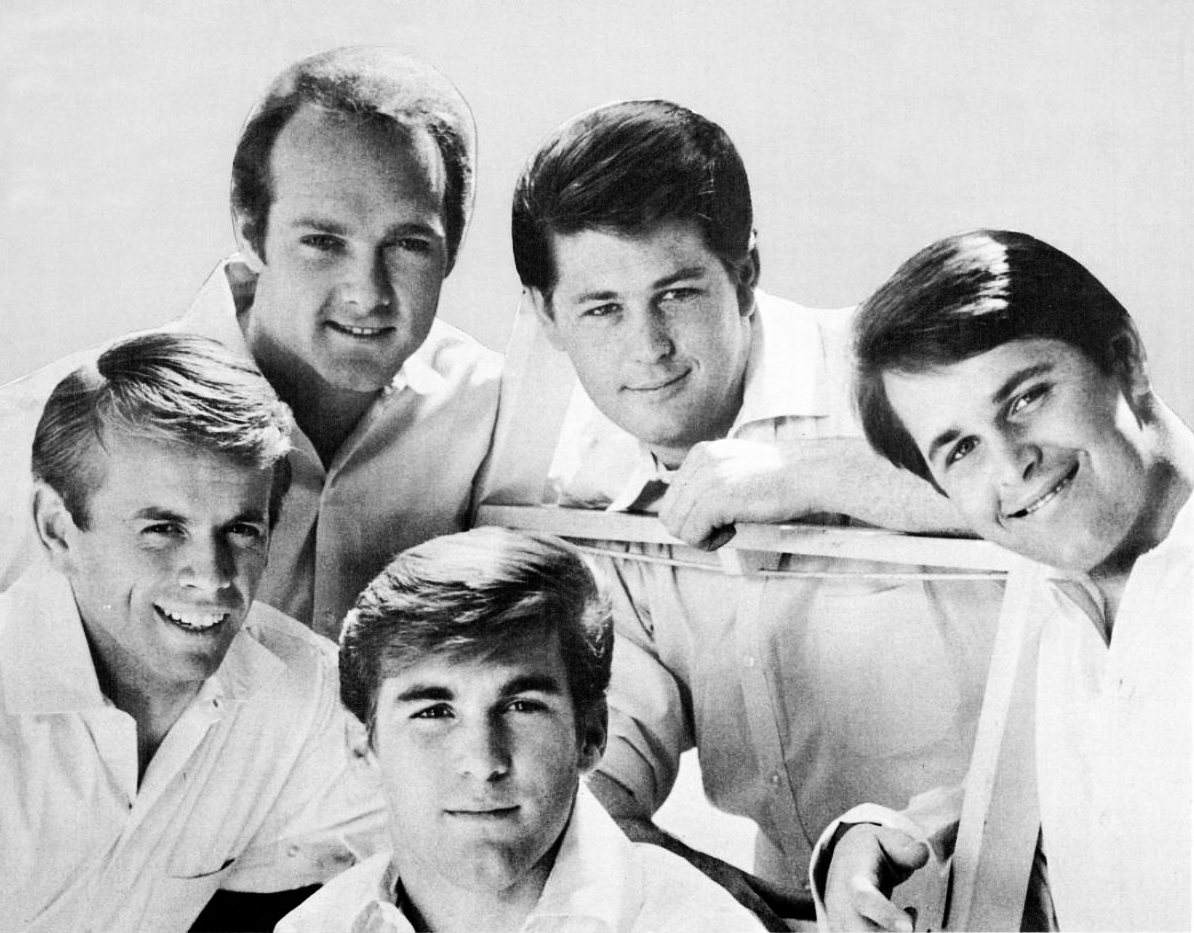
1964년의 비치 보이스

1964년 1월에서 2월까지 펼쳐진 호주 투어를 마치고 집으로 돌아온 그들은 브리티시 인베이전의 시작이 된 비틀즈의 《에드 설리번 쇼》 출연을 보게 된다. 이후 캐피틀 레코드가 비틀즈를 대표하면서 그들에 대한 지원이 감소했다. 이전에 머리 윌슨은 밴드를 위한다고 그들의 사무실에 허락없이 들어간 사건이 종종 있어 그들은 위기감을 느꼈다. 브라이언은 다음과 같이 회고했다. "난 화가 나 있었다. 어떻게 그룹 하나가 소리치게 하고, 비명지르게 하는지 이해할 수 없었다. 그들이 만든 〈I Want to Hold Your Hand〉를 한 예로 들자면 그다지 대단한 음반도 아니었으나, 소녀들은 음악에 비명지르고 열광했다. ... 스튜디오에선 모두들 일어난 채 있을 뿐이었다. 그리고 우리는 침묵을 깨며 이렇게 말했다. '이봐, 비틀즈에 대해선 걱정할 필요도 없어. 우리는 우리 할 일 하면 되니까.'" 브라이언은 다음 음반을 좀 더 시간을 들여 완성시키려 했지만, 캐피틀은 비틀즈의 침공으로 뭍이기 전 일단 완성된 녹음물을 서둘러 발매하려고 했다. 그 결과 《Shut Down Volume 2》는 2월 20일 급하게 완성되었다. 음반에서 싱글컷된 〈Fun, Fun, Fun〉(뒷면에는 〈Why Do Fools Fall in Love〉 수록)은 큰 히트를 쳤다. 필러 트랙으로 채워진 음반은 우울한 곡인 〈The Warmth of the Sun〉과 발전된 제작 스타일을 적용한 〈Don't Worry Baby〉에 의해 주도되었다.
1964년 4월 브라이언은 마지막 서프 음악을 썼다. 같은 달 녹음된 〈I Get Around〉은 아버지 머리 윌슨을 안도시켰다. 브라이언은 다음과 같이 회고한다. "우린 가족과 있는 것을 좋아했어요. 세 형제들, 사촌 하나와 친구들과 함께면 그룹을 짜는데 문제 없죠. 하지만 다른 세대가 오면 문제가 일어납니다." 5월 발매된 싱글은 곧장 차트 1위에 올랐고, 비치 보이스가 동시대의 영국 팝 그룹과 경쟁할 수 있다는 것을 증명했다. 두 달 후에 발매된 《All Summer Long》은 빌보드 200에서 4위까지 올랐다. 전작과는 달리 실로폰과 피콜로가 도입된 《All Summer Long》은 이국적인 질감이 두드러졌다. 이 음반은 비치 보이스가 상업성을 위해 구축한 서프 음악과 카 음악의 종지부로 남았다. 이후의 음반은 다른 스타일과 가사를 취하고 있다. 히트곡과 이전에 녹음한 적 없는 커버곡을 싣고 10월 발매한 《Beach Boys Concert》은 차트 정상에 4주 동안 1위를 차지했으며, 팝 음악 차트에 라이브 음반이 정상에 오른 것은 이것이 처음이었다.

### 《Today!》와 《Summer Days》
우린 성장할 필요가 있었다. 이때 우린 완전히 아이디어가 고갈된 상태였다. 우린 존나 아이디어를 마를 때까지 짜내었다. 우린 서핑과 차에 대해 할 수 있는 모든 측면을 시도했고, 이제 예술적으로 바뀌어야 했다.

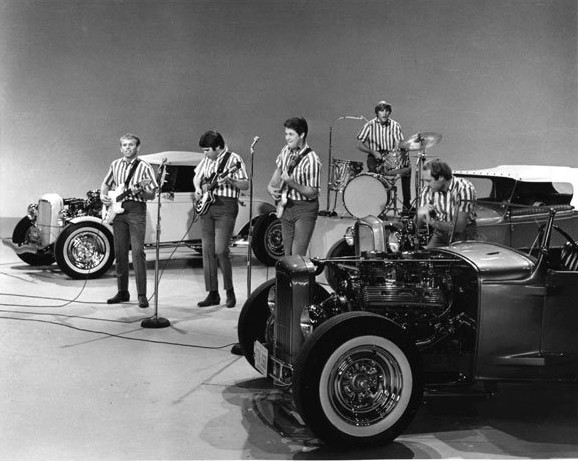
1964년 9월 《에드 설리번 쇼》에 출연해 〈I Get Around〉을 공연하는 비치 보이스

1964년 6월, 브라이언은 포 프레시맨의 편곡가 딕 레이놀즈와 41인조 스튜디오 오케스트라와 함께 《The Beach Boys' Christmas Album》을 녹음한다. 오리지널 다섯 곡과 일곱 개의 고전 크리스마스 곡이 수록된 음반은 12월에 발매되었다. 이 음반은 록 사상 가장 훌륭한 홀리데이 음반 중 하나로 여겨진다. 싱글컷된 노래 중 하나인 〈The Man With All The Toy〉는 빌보드 크리스마스 차트 6위까지 올랐다. 비치 보이스는 10월 29일 더 T.A.M.I에서 공연했고, 이는 촬영되어 다른 인기 음악가의 공연을 한데 모은 콘서트 영화에 들어갔다. 이 영화는 한 달 뒤 상영되었다.
그해 말, 작곡과 프로듀싱을 전담하면서 높은 수준의 창조성을 끌어낸 브라이언은 극심한 스트레스를 겪었다. 12월 23일, 음악 버라이어티 시리즈인 《신디그!》(Shindig!)에서 공연을 선보인 뒤 로스앤젤레스에서 휴스턴으로 비행기를 타고 가던 중 브라이언은 공황 발작을 일으켰다. 1965년 1월, 그는 투어를 그만두고 작곡과 음악 제작에 전념할 것이라고 선언한다. 1964년에서 1965년 4월까지 콘서트에서는 브라이언을 대신하여 글렌 캠벨로 교체됐다. 이후 부르스 존스턴은 캠벨을 대체할 사람을 찾아달라는 요청을 받았고, 그는 아예 정식 멤버가 되어 콘서트에서나 1965년 6월 19일부터 시작한 〈California Girls〉의 보컬 세션에서 기여하기 시작했다.
투어를 그만둔 브라이언은 스튜디오에 틀어박혔고, 대약진을 보여준 《The Beach Boys Today!》를 공개한다. 음반은 노래와 발라드로 나뉜 모음곡과 같은 형태였으며, 응집력있는 음악적 표현으로 하여금 음반 시대의 전조를 보여주었다. 《Today!》의 녹음 세션 도중, 러브는 멜로디 메이커에게 그와 밴드가 서프 록을 넘으려 하고 있으며, 더 이상 과거에 연연하거나 어제의 영광에 안주하지 않겠다고 말했다. LP의 A면에는 〈Dance, Dance, Dance〉와 〈Good to My Baby〉같은 대부분 기타에 중점을 둔 팝 음악이, B면에는 〈Please Let Me Wonder〉와 〈She Knows Me Too Well〉같은 발라드가 수록되었다. 비치 보이스가 음반 아티스트로 발돋움하게 한 《Today!》는 이전의 서프, 자동차, 10대의 사랑과 관련된 주제를 포기함으로써 가사의 성숙도를 가져왔다. 일부 사랑 노래가 존재하기는 했으나, 도전적이고 뚜렷한 편곡을 수반한 자기 성찰척 트랙으로 깊이를 주었다.
밴드가 지적으로 변모하기 시작했음에도 불구, 캐피틀은 비치 보이스가 서프 음악을 제작하길 바라면서 계속 "미국 최고의 서프 그룹!"이라고 홍보했다. 브라이언은 매년마다 그에 대한 관심이 줄었다. 1965년 6월 비치 보이스는 《Summer Days (And Summer Nights!!)》을 발표한다. 음반에는 〈Help Me, Rhonda〉를 고쳐 편곡한 버전이 수록되어 있는데, 이 싱글로 1965년 봄 비틀즈의 〈Ticket to Ride〉를 꿰차고 두 번째 차트 1위를 만든다. 〈Let Him Run Wild〉는 어린 시절의 불안을 건드린 곡으로, 그들의 후기 음악에 넓게 분포한다. 1965년 11월에는 음반에 수록된 〈California Girls〉로 미국에서 세 번째 차트 1위 곡을 만들어 내었고, 그들의 가장 실험적인 싱글로 여겨지는 〈The Little Girl I Once Knew〉로 20위 내에 진입한다.
캐피틀은 1965년 크리스마스 시즌에 맞추어 비치 보이스에게 LP를 요구했고, 브라이언은 1950년대 록과 R&B를 어쿠스틱으로 커버한 곡들로 채워낸 스튜디오 라이브 음반 《Beach Boys' Party!》를 발표하여 그들을 달랬다. 음반에는 이외에도 비틀즈 커버 세 곡과 밥 질런의 〈The Times They Are a-Changin'〉 커버곡과 그룹의 초기 히트곡을 특이하게 재녹음한 것이 있다. 12월에는 밴드의 개입없이 캐피틀 측에서 발표한 싱글 〈Barbara Ann〉이 예상외로 차트 2위까지 올랐다. 본래 이 곡은 더 리젠트의 것이지만, 비치 보이스의 히트곡으로 더 잘 알려지게 된다.

### 《Pet Sounds》

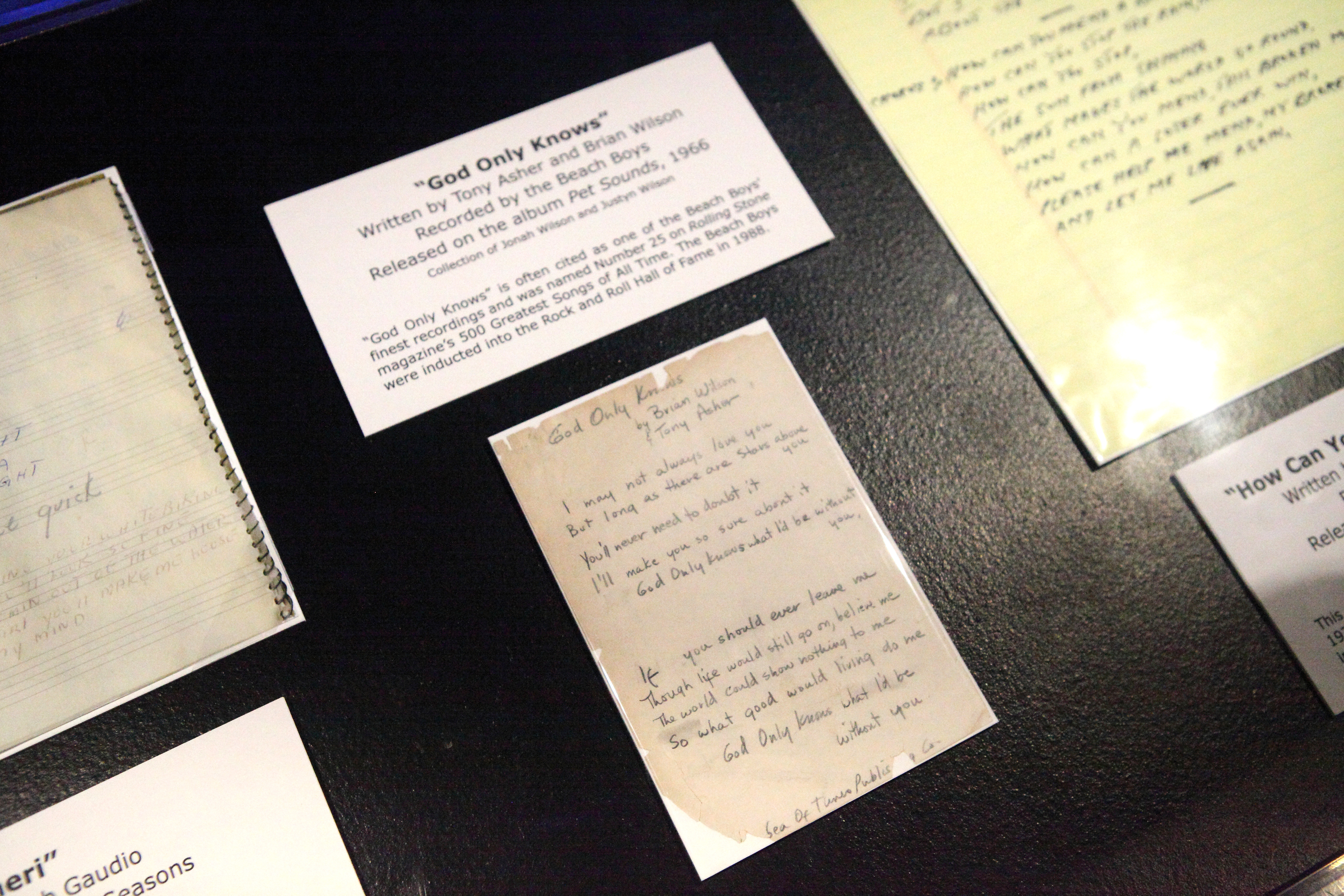
클리블랜드 로큰롤 명예의 전당에 전시되어 있는 〈God Only Knows〉의 가사 원고

1966년 비치 보이스는 파격적인 악기와 층층히 쌓아올린 보컬 하모니를 도입하여 《Pet Sounds》를 제작했다. 이는 브라이언의 제작 및 작곡 기법을 가장 축약하여 내보인 음반으로 평가받는다. 〈Wouldn't It Be Nice〉, 〈Sloop John B〉와 같은 노래의 혁신적인 음악적 파노라마에는 재즈, 고전, 팝, 엑조티카와 아방가르드가 있다. 자전거 벨, 호루라기 등의 악기 편성과 드럼과 기타에 기반을 둔 보통 록을 혼합했다. 이외에도 은식기, 아코디언, 개 짖는 소리, 피아노 줄, 플라스틱 물 주전자 등이 쓰였다. 〈God Only Knows〉의 기본 운율을 위해서 하프시코드, 피아노 슬랩백 에코, 썰매 방울로 두터운 소리를 만들어 내었다. 《Pet Sounds》는 브라이언의 솔로 음반으로 여겨지나, 다른 멤버들도 작곡과 녹음에 조금씩 기여했다. 사이키델릭 마약의 영향을 받은 브라이언은 자신의 내부로 향하여 자기 고찰과 감정적 고찰에 매진했다. 이는 세상의 문제점을 다룬 다른 사이키델릭 록 그룹과는 다른 차이점이었다.
5월 발매된 《Pet Sounds》는 미국에서 10위, 영국에서 2위까지 올랐다. 영국에서는 비치 보이스가 1966년 마지막 분기에 가장 높은 판매량을 기록하여, 3년간 군림한 밴드 비틀즈와 같은 토박이 밴드를 물러나게 하는데 일조했다. 미국에서는 미온한 성적을 거둔 《Pet Sounds》에 캐피틀은 별다른 홍보를 하지 않았고, 윌슨이 바란 히트작이 되는 데에 실패한다. 음반이 미국에서 그리 큰 인정을 받지 못하자 캐피틀은 7월 《Best of The Beach Boys》를 발표했고, 이는 《Pet Sounds》를 개인적인 작업물이라고 여겨온 브라이언의 심기를 건드렸다. 레이블이 비치 보이스의 주요 상업 고객이던 젊은 여성 청중보다 나이 많은 인구층에게 강한 선호도를 보인 《Pet Sounds》에 가지고 있던 위험 요소를 고려했다는 설이 있다. 《Pet Sounds》의 판매량은 대략 500,000장으로, 그 전의 판매량인 100만 장에 비해 크게 감소했다. 《Best of The Beach Boys》는 RIAA에 의해 즉시 판매량 인증 골드를 받았다.

### 〈Good Vibrations〉과 《Smile》

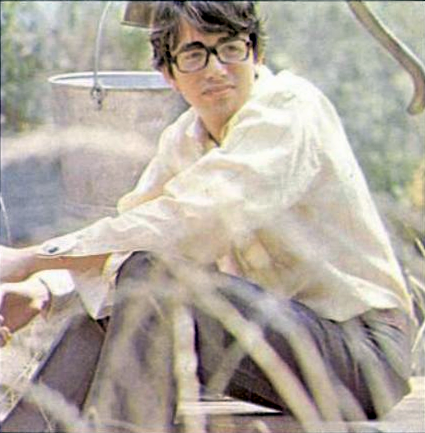
《Smile》에서 브라이언과 협력한 반 다이크 파크스

《Pet Sounds》의 발전을 확장시키기 위해 윌슨은 더욱 야망찬 프로젝트를 개시한다. 〈Good Vibrations〉에서 브라이언은 《Pet Sounds》와 같이 팝 음악에서는 듣기 힘든 폭넓은 기악 편성을 택하였다. 브라이언이 "포켓 심포니"라고 묘사한 이 노래는 불협화음과 모달 변경을 중심으로 구성된 음악 섹션의 잘라내기 기법과 클래식, 록이 혼합되어 있다. 〈Good Vibrations〉은 1966년 미영 모두에서 1위를 차지, 당시 비치 보이스 최고의 히트를 기록했다. 당시 쏟아져 나오던 팝 싱글은 대부분이 두 시간 이내에 제작된 것이었기 때문에, 이 곡은 착수된 팝 프로덕션 중 가장 복잡한 것 중 하나이며 또한 당시 녹음에 든 비용이 가장 많이 든 싱글이었다. 곡의 세션은 몇달이나 기간이 연장되었고, 최소 네 군데의 메이저 스튜디오에서 진행되었기 때문에 제작에 든 비용만 해도 대략 50,000달러에서 75,000달러(오늘날 시세로는 400,000달러에서 600,000달러) 사이였다. 도메닉 프라이오레의 말에 의하면, 〈Good Vibrations〉의 제작은 이전의 클래식, 재즈, 인터네셔널, 사운드트랙 혹은 그 어떤 레코딩의 범주에도 속하지 않았다. 싱글은 스튜디오 프로덕션에 뚜렷한 한 휙을 그었으며, 대중의 취향을 확장했다고 평가받는다. 1960년대 반문화에 의해 〈Good Vibrations〉는 그들의 앤섬으로 차용되었다. 록 평론가 진 스큘라티는 1968년 이렇게 예언했다. "어쩌면 이것은 현재의 록 르네상스에서 가장 특별하고 혁신적인 곡으로 인정될 수 있을 지 모른다" 곡의 기악 편성에는 테라밍과 비슷한 소리를 내는 수동 발진기인 폴 태너의 전자 테레민이 포함되어 있다. 이를 통해 비치 보이스는 새로운 히피 관객의 주의를 끌어모았다.
브라이언은 《Pet Sounds》의 제작 시기 작사가 겸 음악가 반 다이크 파크스를 만났다. 이듬해 〈Good Vibrations〉의 녹음이 반쯤 이뤄질 무렵, 이 둘은 굉장히 긴밀히 협업하기 시작, 《Pet Sounds》를 뛰어넘을 의도로 비치 보이스의 다음 음반 《Smile》을 제작하는 도전을 감행한다. 음반의 녹음에는 1966년에서 1967년까지 1년이라는 기간이 소요됐다. 윌슨과 파크스는 음반의 수록곡을 주제적, 음악적으로 연결된 연속적인 곡으로 만들려고 했다. 살아남은 녹음물들은 찬팅, 카우보이 노래에서 인도와 하와이 음악, 재즈, 음시, 클래식 요소와 카툰 사운드 효과, 구체 음악, 그리고 요들까지 두루 포함하고 있었다. 1966년 10월 인터뷰에서 브라이언은 음반이 "신이 될 틴에이지 심포니"라고 자신있게 말했다. 그의 정신적 목표는 음반의 음악적 구성과 작사를 명확하게 했다. 작사에서는 실존주의적 불안과 인간의 무고에 대한 탐구에서 천진함의 철학 등을 받아들였다. 파크스가 밝힌 바로, 그와 브라이언은 반문화를 자각하고 있었으며, 둘은 이와 자신들은 상관이 없다고 느꼈지만, "아이젠하워 사고 방식에서 멀어지기" 위해 그것과 밀접해야 할 이유를 느꼈다. 그리고 "당시 그는 자신이 가지고 있던 일종의 서투른 감성을 버리고 싶지 않아 했다. 다른 이가 꿈에 그리지도 못할 것을 그는 하고 있었다"고 강조했다. 그는 브라이언이 밴조 연주자에게 단 하나의 현만 연주할 것을 지시한 것을 예로 들며 이를 전례가 없는 "서투름" 스타일이라고 말했다.

## 음반 목록
정규 음반
- 《Surfin' Safari》 (1962)
- 《Surfin' U.S.A.》 (1963)
- 《Surfer Girl》 (1963)
- 《Little Deuce Coupe》 (1963)
- 《Shut Down Volume 2》 (1964)
- 《All Summer Long》 (1964)
- 《The Beach Boys' Christmas Album》 (1964)
- 《The Beach Boys Today!》 (1965)
- 《Summer Days (And Summer Nights!!)》 (1965)
- 《Beach Boys' Party!》 (1965)
- 《Pet Sounds》 (1966)
- 《Smiley Smile》 (1967)
- 《Wild Honey》 (1967)
- 《Friends》 (1968)
- 《20/20》 (1969)
- 《Sunflower》 (1970)
- 《Surf's Up》 (1971)
- 《Carl and the Passions – "So Tough"》 (1972)
- 《Holland》 (1973)
- 《15 Big Ones》 (1976)
- 《Love You》 (1977)
- 《M.I.U. Album》 (1978)
- 《L.A. (Light Album)》 (1979)
- 《Keepin' the Summer Alive》 (1980)
- 《The Beach Boys》 (1985)
- 《Still Cruisin'》 (1989)
- 《Summer in Paradise》 (1992)
- 《Stars and Stripes Vol. 1》 (1996)
- 《That's Why God Made the Radio》 (2012)

## 추가 참고 도서 목록
- Abbott, Kingsley, 편집. (1998). 《Back to the Beach: A Brian Wilson and the Beach Boys Reader》. Helter Skelter. ISBN 978-1-90092-402-3.
- Berry, Torrence (2013). Beach Boys Archives, Volume 2. White Lightning Publishing. ISBN 978-1941028995.
- Berry, Torrence (2014). Beach Boys Archives, Volume 5. White Lightning Publishing. ISBN 978-1941028063.
- Berry, Torrence (2015). Beach Boys Archives, Volume 7. White Lightning Publishing. ISBN 978-1941028100.
- Berry, Torrence and Zenker, Gary (2013). Beach Boys Archives, Volume 1. White Lightning Publishing. ISBN 978-0989334457.
- Berry, Torrence and Zenker, Gary (2014). Beach Boys Archives, Volume 3. White Lightning Publishing. ISBN 978-1941028018.
- Berry, Torrence and Zenker, Gary (2014). Beach Boys Archives, Volume 4. White Lightning Publishing. ISBN 978-1941028025.
- Cunningham, Don; Bielel, Jeff, 편집. (1999). 《Add Some Music to Your Day: Analyzing and Enjoying the Music of the Beach Boys》. Tiny Ripple Books. ISBN 978-0967597300.
- Curnutt, Kirk (2012). 《Icons of Pop Music: Brian Wilson》. Equinox Publishing, Ltd.
- Desper, Stephen W. (2002). 《Recording the Beach Boys》.
- Doe, Andrew; Tobler, John (2004). 《Brian Wilson and the Beach Boys》. Omnibus Press. ISBN 978-1-84449-426-2.
- Elliott, Brad (1984). 《Surf's Up: The Beach Boys On Record 1961–1981》. Popular Culture Inc.
- Fawcett, Anthony (1978). 《California Rock, California Sound: the Music of Los Angeles and Southern California》. Reed Books.
- Golden, Bruce (1976). 《The Beach Boys: Southern California Pastoral》. Borgo Press. ISBN 978-0-87877-202-5.
- Granata, Charles L.; Asher, Tony (2003). 《Wouldn't it Be Nice: Brian Wilson and the Making of the Beach Boys' Pet Sounds》. Chicago Review Press. ISBN 9781556525070.
- McParland, Stephen J., 편집. (2001). 《In The Studio with Brian Wilson and The Beach Boys: Our Favorite Recording Sessions: A Look at Various Recording Sessions by The Beach Boys, 1961–1970》. CMusic Books.
- Priore, Domenic (1988). 《Look, Listen, Vibrate, Smile: The Book about the Mysterious Beach Boys Album》. Surfin' Colours Hollywood.
- Sumrall, Harry (1994). 《Pioneers of Rock and Roll: 100 Artists Who Changed the Face of Rock》. Billboard Books. ISBN 978-0-8230-7628-4.
- Toop, David (1999). 《Exotica: Fabricated Soundscapes in a Real World: Fabricated Soundscapes in the Real World》 1. publ.판. London: Serpent's Tail. ISBN 978-1852425951.
- Toop, David (1982). 〈Surfin' Death Valley USA: The Beach Boys and Heavy Friends〉.   Hoskyns, Barney. 《The Sound and the Fury: 40 Years of Classic Rock Journalism: A Rock's Backpages Reader》. Bloomsbury USA (2003에 출판됨). ISBN 978-1-58234-282-5.
- White, Timothy (1996). 《The Nearest Far Away Place: Brian Wilson, the Beach Boys, and the Southern California Experience》. Henry Holt (P). ISBN 978-0-8050-4702-8.
- Williams, Paul (2003년 6월 1일). 《Brian Wilson & The Beach Boys: How Deep is the Ocean? : Essays & Conversations》. Omnibus. ISBN 978-0-7119-9103-3.